# Golden Delicious Hour
『Golden Delicious Hour』（ゴールデン・デリシャス・アワー）は、斉藤和義初のライブ・アルバム。1999年6月2日発売。発売元はファンハウス。規格品番：FHCF-2459。2009年9月16日にSHM-CDにて限定発売された。規格品番：VICL-70016。

## 解説
初めてのライブ・アルバムとして2作同時に発売された作品の1枚。1999年2月から3月に全国9か所で開催された“Golden Delicious Hour”ツアー公演から、初のワンマン・ライブとなった日本武道館と大阪城ホールの模様を収録している。尚、“Golden Delicious”とは、前年1998年12月2日に発売された初めてのベスト・アルバムのタイトル名でもある。
同時発売のもう1作は『十二月』（FHCF-2458）で、当作品はタイトル通り12月（1998年）に東京厚生年金会館・大阪厚生年金会館で開催された弾き語り公演の模様を音源化したもの。これら2枚のライブ・アルバムを残し、発売元レコード会社であるファンハウスを離れてSPEEDSTAR RECORDS（ビクターエンタテインメント）へ移籍した。
2009年9月16日に13枚目のスタジオ・アルバム『月が昇れば』と同時発売で、特殊なCDプレーヤーでなくとも高音質再生が可能とされるスーパー・ハイ・マテリアルCDで限定発売された。デジパック仕様で、同日発売のCD-BOX『LIVE ALBUM SPECIAL BOX』（VIZL-340）にも収められている。

## 収録曲
1. Theme of ELEPHANT MOON（8:00）
2. FIRE DOG（3:54）
3. 幸福な朝食 退屈な夕食（5:41）
4. 僕の見たビートルズはTVの中（5:09）
5. 蝉（4:21）
6. ウナナナ（5:40）
7. I'm FREE（5:19）
8. 桜（5:12）
9. 歌うたいのバラッド（8:37）
10. 砂漠に赤い花（4:04）
11. あの高い場所へ（4:24）
12. ソファ（12:47）
13. 月影（5:22）

## 関連作品
収録されているスタジオ・アルバム
- 青い空の下… - M-4
- FIRE DOG - M-2・8・10・11
- ジレンマ - M-3
- Because - M-5・7・9・13

## 公演日程
|   | 日程       | 公演会場                      |
| - | ---------- | ----------------------------- |
| 1 | 1999.02.26 | 札幌市教育文化会館            |
| 2 | 1999.02.28 | 仙台市民会館 大ホール         |
| 3 | 1999.03.05 | 名古屋市公会堂                |
| 4 | 1999.03.09 | 広島アステールプラザ 大ホール |
| 5 | 1999.03.10 | 香川県県民ホール              |
| 6 | 1999.03.12 | 長崎市公会堂                  |
| 7 | 1999.03.15 | 大阪城ホール                  |
| 8 | 1999.03.17 | 日本武道館                    |
| 9 | 1999.03.19 | 福岡サンパレス                |